# Ibn Chaldún

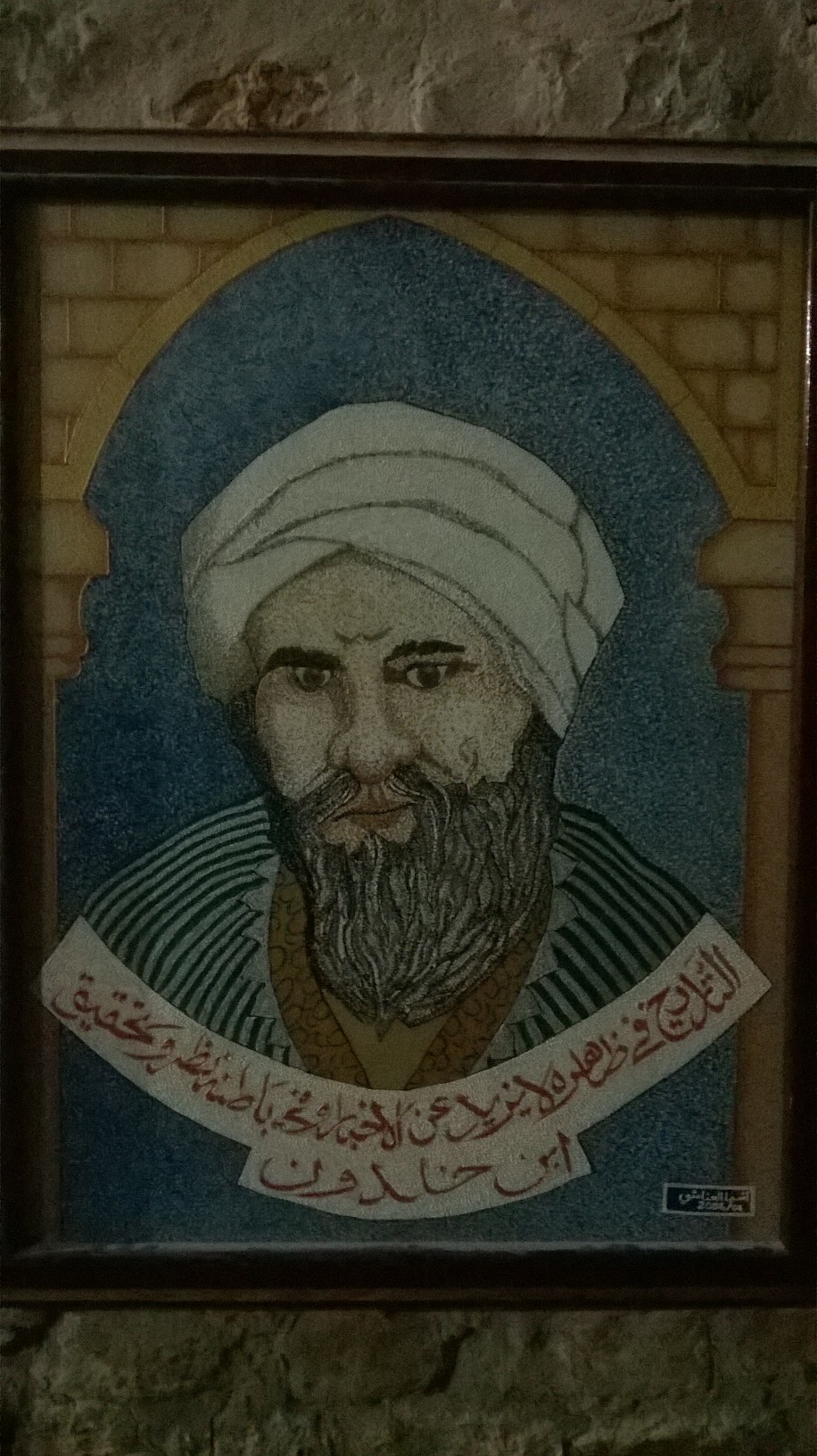
Ibn Chaldún

Ibn Chaldún (27. května 1332, Tunis – 17. března 1406, Káhira) byl arabský učenec a veřejný činitel. Sám sebe považoval za historika, nicméně šíře jeho zájmů i jeho inovace na poli vědy umožňují považovat jej i za filosofa dějin (podle něj existují jisté zákonitosti, které jsou vypozorovatelné a podle kterých se dějiny řídí), za sociologa (jako jeden z prvních navrhl ustanovení nauky o společnosti na vědeckých základech), za filosofa (kritizoval tradiční arabskou filosofii, zvláště její novoplatónské prvky), muslimského teologa, teoretika vědy atd. Ibn Chaldún se soustředil na výzkum člověka a lidské civilizace. Díval se netradičně a předvídavě na vznik a vývoj lidské civilizace, na genezi politické moci a na základní ekonomické aspekty společnosti. Někdy bývá označován za posledního velkého učence zlatého věku islámu.

## Život
Ibn Chaldún se celým jménem nazýval Abú Zajd ‘Abdarrahmán ibn Muhammad ibn Chaldún Walíuddín at-Túnisí al-Hadramí al-Išbílí al-Málikí. Z tohoto jména můžeme vyčíst např. to, že jeho rodištěm je Tunis, že jeho rod pocházel ze Sevilly (ar. Išbílíja) a že patřil k právnické škole Málika ibn Anase.
Jeho rod patřil už od raného středověku k těm velmi významným v Andalusii v jižním Španělsku se sídlem v Seville. Když ovšem ve 13. století zahájili křesťanští vládci Leonu a Kastilie protimuslimské ofenzívy, přesídlili Ibn Chaldúnové do severní Afriky. Abú Zajd ‘Abdarrahmán se pak narodil v roce 732 hidžry na území dnešního Tunisu.
Jeho život byl velmi bohatý a pestrý. Stejně jako jeho pradědeček Abú Bakr Muhammad působil ve státní správě na dvorech rozličných panovníků. Po otci, který se dal na vědeckou kariéru, zdědil náklonnost k myslitelství. Ibn Chaldún působil během svého života na mnoha místech prakticky v celém tehdejším arabském světě - namátkou můžeme zmínit Tunis, kde se narodil, studoval a dospěl, Badžáju, Granadu, Biskru, Káhiru nebo Damašek, kam doprovázel egyptskou armádu v době okupace tohoto města Timurem (Temerlánem) a tatarskými vojsky. S Timurem se osobně setkal, sedm týdnů v roce 1400 s ním vyjednával o míru poté, co Timur oblehl Damašek. Timur s ním jednal s úctou, propustil z obležení i některé učence, ale Damašek přesto vyplenil. Popsal toto setkání ve své autobiografii. Umřel v Káhiře.

## Dílo
Jeden jeho současník uvádí mezi Ibn Chaldúnovy díly např. výtahy z většiny Ibn Rušdových pojednání, pojednání o logice či aritmetice, komentáře různých teologických děl. 
Jeho ekonomické názory byly znovuobjeveny neoliberalismem, k Ibn Chaldúnově daňové zákonitosti se s oblibou hlásil i Ronald Reagan. Nejcitovanější je Ibn Chaldúnova věta: "Na počátku říše jsou daně nízké a výnosy z nich vysoké. Na konci říše jsou daně vysoké a výnosy z nich nízké."
Jeho nejdůležitějším dílem (a prakticky jediným, které se dodnes dochovalo) je jeho Kniha příkladů (Kitáb al-‘ibar). Jelikož bylo v jeho době zvykem dávat dílům dlouhé a rýmované tituly, plný název tohoto jeho opus magnum zní Kitáb al-‘ibar wa díwán al-mubtadá‘ wa l-chabar fí ajjám al-‘Arab wa l-‘Adžam wa l-Barbar wa man ‘ásarahum min dhawí s-sultán al-akbar, což lze do češtiny přeložit jako Kniha příkladů a sbírka počátků (nebo objektů) a zpráv (nebo atributů) o dnech Arabů, Nearabů a Berberů a těch z velkých vládců, kteří byli jeho současníky. Tato kniha je dílem historiografickým, Ibn Chaldún zamýšlel sepsat světové dějiny, tj. dějiny všech národů a oblastí, s nimiž přišel islámský svět do styku. Dílo má 7 dílů. 
Nejcennější se však jeví jeho spis Mukaddima (Úvod do historie), v němž Ibn Chaldún předestírá svá teoretická a metodologická východiska a pojednává teoreticky o společnosti, kultuře a civilizaci. Základní teze knihy je, že stejné společenské podmínky vyvolávají stejné následky. Díky tomuto spisu bývá Ibn Chaldún označován za zakladatele sociologie.
Na jeho koncepce nikdo bezprostředně nenavázal. Vyzdvihla ho znovu až moderní evropská sociologie a historiografie. 

## Názory na společnost
Ibn Chaldún je jeden z prvních (ne-li první vůbec), kteří historii nepojímali jen jako soubor příběhů pro zábavu a poučení (jak tomu bylo běžné ve starověku i středověku), ale jako plnohodnotnou vědu. Úkolem historika není podle Ibn Chaldúna vyprávět příběhy, ale odhalit mechaniku a zákonitosti pohybu společnosti.
Ibn Chaldún vidí historický proces jako jednu z konstantních cyklických změn, hlavně kvůli interakci mezi dvěma skupinami – těmi, kteří vedou usedlý způsob života (hadára) a těmi, kteří žijí pouštním způsobem života (badáwa). K první skupině řadí obyvatele měst, ke druhé beduíny, tj. kočovníky, ale i usedlé venkovské obyvatelstvo. Kočovníci jsou drsné povahy a jsou nepřátelští k civilizaci, jsou však na druhé straně obdařeni nezkaženými ctnostmi, jsou výborní bojovníci a mají silný pocit tzv. ‘asabíja (kmenové soudržnosti). Města jsou chráněným místem, kde se může rozvinout kultura, věda a obecně civilizace. Nicméně solidarita mezi obyvatelstvem měst není vysoká, soudržnost zde je také nejistá, což může být nebezpečné v případě války. Světové dějiny jsou podle Ibn Chaldúna cyklickou oscilací mezi těmito krajními formami společenské organizace, tedy městské, nesoudržné civilizace a kočovnické sounáležitosti a divokosti ("anticivilizace").
Historie je podle něj nekonečným cyklem rozkvětu a úpadku, bez jakékoli evoluce nebo pokroku. V historii ale existují určité body zlomu; Ibn Chaldún uvádí jeden, kterého byl svědkem – morovou epidemii (černá smrt v polovině 14. století). Při této epidemii zemřeli Ib Chaldúnovy otec i matka.